# Sokrogbo-Carrefour
Sokrogbo-Carrefour  est une localité du sud est de la Côte d'Ivoire et appartenant au département de Tiassalé, dans la Région des Lagunes. La localité de Sokrogbo-Carrefour est un chef-lieu de commune.